# The Velvet Underground
A The Velvet Underground egy amerikai rockzenekar, mely 1965 és 1973 között működött. Leghíresebb egykori tagjai Lou Reed és John Cale.
Bár kereskedelmileg nem voltak sikeresek, a maguk idejének talán legbefolyásosabb zenekara voltak. Brian Enónak tulajdonítják azt a híres megjegyzést, hogy az az ezer ember, aki megvett egy Velvet albumot, utána mind késztetést érzett, hogy saját zenekart alapítson.
Az elsők voltak azon zenekarok közül, akik az avantgárd behatásokkal ötvözték a zenéjüket. Gyakran nyers és kemény hangzása sokakat befolyásolt a későbbi punk, hard rock és alternatív előadók közül.

## Stúdióalbumok
- The Velvet Underground & Nico (1967)
- White Light/White Heat (1968)
- The Velvet Underground (1969)
- Loaded (1970)
- Squeeze (1973)